# اچ‌ام‌ای‌اس بلرت (جی۱۸۴)
اچ‌ام‌ای‌اس بلرت (جی۱۸۴) (به انگلیسی: HMAS Ballarat (J184)) یک کشتی بود که طول آن ۱۸۶ فوت (۵۷ متر) بود. این کشتی در سال ۱۹۴۰ ساخته شد.